# Leonora Demaj
Leonora Demaj (* 25. August 1997 in Hvidovre, Dänemark) ist eine dänisch-kosovarische Handballspielerin, die dem Kader der kosovarischen Nationalmannschaft angehört.

## Karriere
Leonora Demaj spielte anfangs für die dänische Vereine Nakskov Håndboldklub und Sydhavspigerne. Im Jahre 2014 schloss sich Demaj Nykøbing Falster Håndboldklub an, bei dem sie anfangs im Jugendbereich sowie für die 2. Damenmannschaft auflief. Sie erhielt auch Spielanteile in der ersten Mannschaft von Nykøbing Falster Håndboldklub, die in der höchsten dänischen Spielklasse antraten. Im November 2016 wechselte die Rückraumspielerin zum dänischen Zweitligisten SønderjyskE Håndbold. Nachdem Demaj in der Saison 2017/18 insgesamt 70 Treffer erzielt hatte, wurde ihr Vertrag um zwei Jahre verlängert. Ende der Saison 2019/20 zog sie sich einen Kreuzbandriss zu. Nachdem Demaj ab dem Sommer 2020 vertragslos war, unterschrieb sie im Januar 2021 einen Vertrag beim dänischen Erstligisten Vendsyssel Håndbold. Im Sommer 2021 wechselte sie zum Erstligaaufsteiger Ringkøbing Håndbold. Seit dem Sommer 2024 läuft sie für Holstebro Håndbold auf.
Im Jahre 2017 entschloss sich Demaj, deren Familie aus Istog stammt, für die kosovarische Nationalmannschaft aufzulaufen. In der Qualifikation zur Europameisterschaft 2018 erzielte sie mit 48 Treffern die meisten Tore.